# Грег Паласт
Грег Паласт (на английски: Greg Palast) е американски разследващ журналист и писател на бестселъри в жанра документалистика.

## Биография и творчество
Грег Паласт е роден на 26 юни 1952 г. в Лос Анджелос, Калифорния, САЩ. Учи в Политехническата гимназия „Джон Франсис“ и колежа „Сан Фернандо“. Завършва през 1974 г. Университета на Калифорния в Бъркли с бакалавърска степен по икономика и през 1976 г. Университета на Чикаго с магистърска степен по бизнес администрация. В Чикаго учи с Милтън Фридман.
След дипломирането си работи като служител по договарянето към Съюза на металурзите в Чикаго, а след това почти две десетилетия като следовател на корпоративна измама и рекет по различни случаи и като експерт по контрол на промишлеността. Става репортер и разследващ журналист към Би Би Си и към британския „Обзървър“ и се премества да живее в Лондон. Удостоен с различни награди за журналистическите си разследвания в периода 1997 – 2000 г.
Бил е лектор в Кембриджкия университет и в Университета на Сан Пауло.
През 2002 г. е издадена книгата му „Най-добрата демокрация, която може да се купи с пари“. Документалният филм „Bush Family Fortunes“ от 2004 г. по книгата му е удостоен с наградата за журналистика „Джордж Оруел“.
По поръчка на ООН, заедно с Джерълд Опенхайм и Тео Макгрегър, публикуват през 2002 г. книгата „Democracy and Regulation“, в която за основа са и лекциите му от Кеймбридж и Сан Пауло.
Патрон е на Философското общество на Тринити Колидж.
Грег Паласт живее със семейството си в Ню Йорк.

## Произведения
- The Best Democracy Money Can Buy (2002) 
Най-добрата демокрация, която може да се купи с пари: Разследващ репортер разобличава истината за глобализацията, корпоративните далавери и големите финансови мошеници, изд. ”Дилок”, София (2004), прев. Людмила Андреева
- Democracy and Regulation (2002) – с Джерълд Опенхайм и Тео Макгрегър
- Armed Madhouse (2006)
Въоръжена лудница: от Багдад до Ню Орлийнс – мръсни тайни и странни истории за един побеснял Бял дом, изд. ”Дилок”, София (2009), прев. Людмила Андреева
- Steal Back Your Vote! (2008) – комикс
- Vultures' Picnic: How the Public Can Govern Essential Services (2011)
- Billionaires and Ballot Bandits: How to Steal an Election in 9 Easy Steps (2012)

### Екранизации
- 2004 Bush Family Fortunes: The Best Democracy Money Can Buy
- 2007 Big Easy to Big Empty: The Untold Story of the Drowning of New Orleans
- 2016 The Best Democracy Money Can Buy

### Статии
- Grand Theft Auto: Как Стиви Плъхът банкрутира Дженеръл Моторс, Грег Паласт 3 юни 2009 г.
- Глобализаторът, който дойде от студа, Грег Паласт 3 август 2016 г.
- Georgia’s Brian Kemp Purged 340 134 Voters, Falsely Asserting They Had Moved, October 26, 2018, Greg Palast for Truthout